# Felix Owolabi
Felix Owolabi (Nigeria británica, 24 de noviembre de 1954) es un exfutbolista de Nigeria que jugaba en la posición de centrocampista.

## Carrera

### Club
| Periodo   | Club              |
| --------- | ----------------- |
| 1976-1977 | Racca Rovers      |
| 1978-1993 | Shooting Stars SC |

### Selección nacional
Jugó para Nigeria en 35 ocasiones de 1978 a 1982 y anotó dos goles; participó en los Juegos Olímpicos de Moscú 1980, los Juegos Panafricanos de 1978 y en tres ediciones de la Copa Africana de Naciones, donde fue campeón en 1980.

## Logros

### Club
- Liga Premier de Nigeria (2): 1980, 1983
- Copa de Nigeria (1): 1979
- Copa CAF (1): 1992

### Selección nacional
- Copa Africana de Naciones (1): 1980